# NGC 6741
NGC 6741 – mgławica planetarna znajdująca się w konstelacji Orła w odległości około 7000 lat świetlnych od Ziemi. Została odkryta 19 sierpnia 1882 roku przez Edwarda Pickeringa.
Mgławica NGC 6572 powstała, gdy starzejąca się gwiazda HD 176946 odrzuciła swoje zewnętrzne warstwy. Odrzucona otoczka gazu świeci pod wpływem intensywnego promieniowania ultrafioletowego emitowanego przez małą, gorącą pozostałość po gwieździe leżącą w centrum obłoku. NGC 6741 zawiera układ podwójny. Jest to w pełni dojrzała mgławica planetarna, która wraz z upływem czasu wygaśnie. Przyjęła ona nieco prostokątną formę, która może przypominać poduszkę.